# Airboat
Airboat oziroma zračni čoln, tudi fanboat je vodno plovilo, ki ima plosko dno in ga poganja letalski propeler. Letalski propeler je bolj efektiven v plitvih vodah in vodah z veliko rastlinja, kjer bi bila uporaba ladijskega propelerja težavna. Motor je lahko avtomobilski ali pa letalski. Plovilo se usmerja s smernim krmilom (rudderjem), ki usmerja zračni tok iz propelerja.
Uporabljajo se za ribolov, lov in ekoturizem. Zračni čolni so popularni v ZDA na lokacijah kot je npr. Florida Everglades, Indian River Lagoon, Kissimmee, St. Johns River, Louisiana Bayou. 